# Le Banquet des fraudeurs
Pour plus de détails, voir Fiche technique et Distribution.
Le Banquet des fraudeurs est un film germano belge de fiction réalisé par Henri Storck sur un scénario de Charles Spaak, produit par Frantz Van Dorpe pour Tevefilm/Efilm et sorti le 9 juillet 1952.
La musique de ce film de 90 minutes est d'André Souris (1899-1970). Il s'agit d'une fiction qui anticipe sur l'Europe d'aujourd'hui.

## Synopsis
Ce film de commande milite pour la suppression des frontières en racontant la vie des habitants d'un village belge à la frontière de l’Allemagne et des Pays-Bas. Il retrace l'univers des travailleurs, celui des douaniers et celui des fraudeurs. Henri Storck tisse entre tous ces acteurs une intrigue amoureuse entre Siska, la fille du douanier belge Achille, et Pierre, un contrebandier.

## Fiche technique
- Titre français : Le Banquet des fraudeurs
- Titre flamand : Het bankett der smokkelaars
- Réalisation : Henri Storck
- Assistant réalisateur : Georges Lust
- Scénario : Charles Spaak
- Musique : André Souris
- Photographie : Eugen Schüfftan
- Prise de vues : Raymond Picon-Borel
- Son : Jacques Carrere, Rudolf Epstein
- Montage : Georges Freedland
- Décors : Alfred Butow
- Conseiller technique : André Cayatte
- Production : Frantz Van Dorpe de Tevefilm
- Pays d'origine : Belgique
- Direction de la production : Léon Canel
- Régie générale : F. de Geneffe
- Distribution : AGDC
- Genre : Policier, drame, romance et thriller
- Durée : 105 minutes
- Date de sortie : 9 juillet 1952.
- Format : noir et blanc

## Distribution
- Françoise Rosay : Gabrielle Demeuse
- Jean-Pierre Kérien : Pierre
- Christiane Lénier : Siska van Moll
- Daniel Ivernel : Jef, le délégué syndical
- Yves Deniaud : le brigadier Achille van Moll
- Paul Frankeur : Auguste Demeuse
- André Valmy : le douanier Louis
- Raymond Pellegrin : Michel Demeuse
- Eva-Ingeborg Scholz : Elsa Menzler
- Karl John : Hans Richter
- Arthur Devère : Gus, le gardien de l'usine
- Kurt Groskurth : le gros Charles, patron du "Casino"
- Robert Lussac : Fernand
- Jan Staal : le douanier hollandais
- Horst Hoffmann
- Charles Mahieu
- Edgar Willy
- Fred Engelen
- Sylvain Poons
- Ludzer Fringa
- Gert Günther
- Käthe Haack
- Maryse Paillet
- Marguerite Daulboys
- Mia Mendelson
- Martha Dua

## Production
André Cayatte est le conseiller technique du film.

## Accueil
Luc de Heusch, président du Fonds Henri Storck, écrit  : « Fidèle à l'esprit du cinéma du réel, Storck illustre une série de problèmes sociaux en prenant prétexte de la naissance du Benelux. Il traite avec humour, des embarras du passage des frontières dans un village belge situé au carrefour de l'Allemagne et des Pays-Bas. Il plaide ainsi de manière plaisante en faveur de la future Union européenne. »

## Distinctions
Le film a été présenté en sélection officielle en compétition au Festival de Cannes 1952.